# Padaasih (Cibogo)
Padaasih is een bestuurslaag in het regentschap Subang van de provincie West-Java, Indonesië. Padaasih telt 4525 inwoners (volkstelling 2010).